# Sphaerodactylus cinereus
Sphaerodactylus cinereus este o specie de șopârle din genul Sphaerodactylus, familia Gekkonidae, descrisă de Wagler 1830.

## Subspecii
Această specie cuprinde următoarele subspecii:
- S. c. stejnegeri
- S. c. cinereus

## Galerie

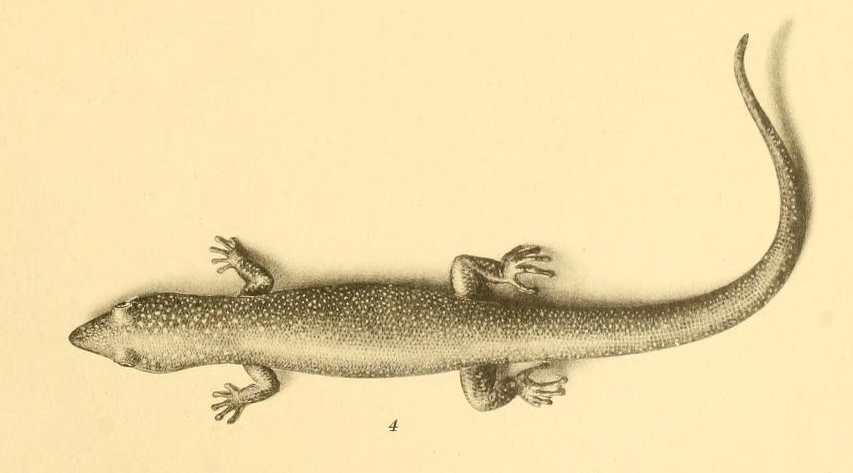
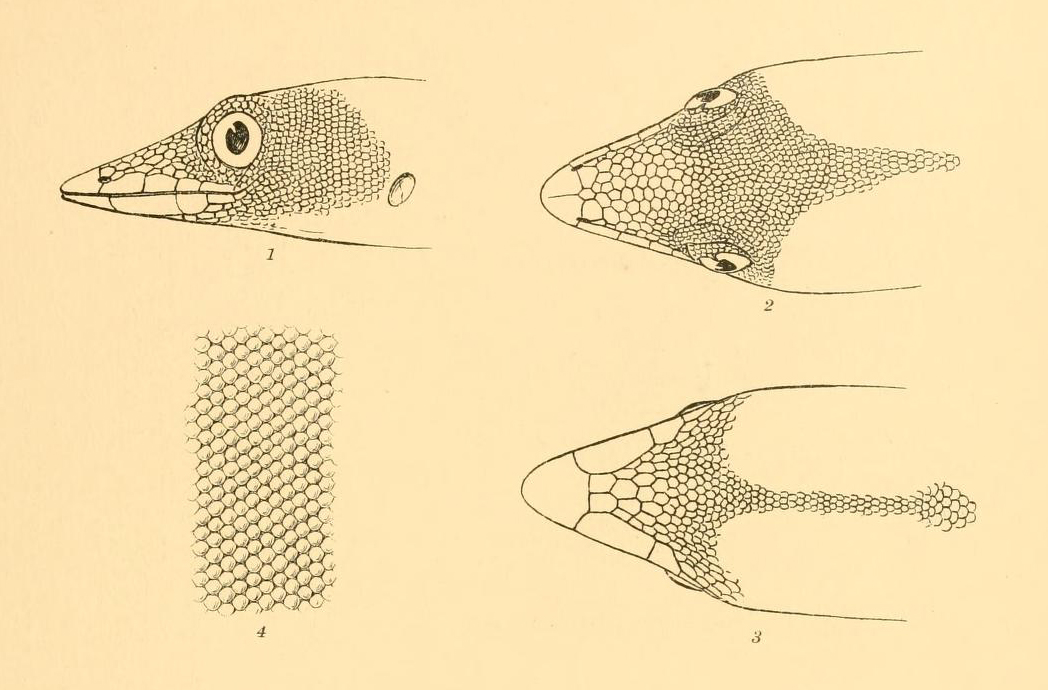